# Zero to Infinity
Zero to Infinity je studiové album rockové skupiny Gong, vydané v únoru 2000 u vydavatelství One Eyed Salmon Records a Snapper Music. Nahráno bylo od září do října předchozího roku a jeho producentem byla skupina Gong spolu s Mikem Howlettem.

## Seznam skladeb
| Pořadí | Název                  | Autor                                                 | Délka |
| ------ | ---------------------- | ----------------------------------------------------- | ----- |
| 1.     | Foolefare              | Daevid Allen, Theo Travis                             | 0:42  |
| 2.     | Magdalene              | Allen, Mike Howlett, Didier Malherbe, Chris Taylor    | 3:58  |
| 3.     | The Invisible Temple   | Allen, Howlett, Malherbe, Gilli Smyth, Taylor, Travis | 11:35 |
| 4.     | Zeroid                 | Allen, Howlett, Smyth                                 | 6:08  |
| 5.     | Wise Man in Your Heart | Allen, Howlett, Pierre Moerlen                        | 8:04  |
| 6.     | The Mad Monk           | Allen, Howlett, Taylor, Travis                        | 3:25  |
| 7.     | Yoni on Mars           | Smyth, Travis                                         | 6:07  |
| 8.     | Damaged Man            | Allen, Howlett, Taylor, Travis                        | 5:13  |
| 9.     | Bodilingus             | Allen, Howlett, Taylor, Travis                        | 4:03  |
| 10.    | Tali's Song            | Allen                                                 | 6:25  |
| 11.    | Infinitea              | Allen, Howlett, Smyth, Taylor, Travis                 | 7:48  |

## Obsazení
- Daevid Allen – kytara, zpěv, klavír
- Mike Howlett – baskytara, kytara
- Didier Malherbe – saxofon, duduk, flétna
- Mark Robson – klávesy, doprovodné vokály
- Gilli Smyth – zpěv
- Chris Taylor – bicí, perkuse, cowbell
- Theo Travis – varhany, flétna, saxofon, klávesy, theremin, efekty